# Laurie Desorgher
Pour les articles homonymes, voir Desorgher.
Laurie Desorgher, née le 21 octobre 1981 à Seclin, est une journaliste et présentatrice française.

## Biographie
Diplômée de Sciences Po Paris, Laurie Desorgher commence à travailler pour le groupe Canal+ en 2008. Elle devient joker de Florence Dauchez et d'Émilie Besse et d'Élé Asu à la présentation des journaux télévisés de La Matinale, L'Édition spéciale ou Le JT du Soir. De janvier à juillet 2009, elle présente la matinale de i>Télé avec Thomas Thouroude,, puis en décembre de la même année, elle remplace de nouveau Florence Dauchez à la présentation du JT du Soir sur Canal+. 
À partir de septembre 2010, elle devient membre de l'association de la presse judiciaire, en se spécialisant dans le suivi des affaires judiciaires,.
En mars 2013, elle arrive sur M6 pour présenter Le 19:45 lors des congés de Xavier de Moulins,.
À partir de février 2015, la journaliste est transférée à la présentation du journal de la mi-journée de M6, Le 12:45, toujours en tant que remplaçante. François-Xavier Ménage, Marie-Ange Casalta, puis Ophélie Meunier lui succèdent respectivement à la présentation du 19.45.
En janvier 2025, Laurie Desorgher officialise son départ de la présentation des journaux télévisés de la chaîne, tout en conservant ses fonctions de rédactrice en chef,. Elle continue également de présenter aux côtés de Julien Courbet l'émission Appel à témoins.

## Vie privée
Laurie Desorgher a été mariée à David Milliat, journaliste également, jusqu'en 2016. Elle est la mère de deux enfants nées en 2012 et 2014.